# Aphrophila tridentata
Aphrophila tridentata is een tweevleugelige uit de familie steltmuggen (Limoniidae). De soort komt voor in het Australaziatisch gebied.